# Харчовик (Заводське)
«Харчовик» — український аматорський футбольний клуб із Заводського Полтавської області. Заснований у 1938 році. Виступає в змаганнях обласного та районного рівнів. Домашні матчі «Харчовик» проводить на двох стадіонах: стадіоні Спиртокомбінату та стадіоні Цукрокомбінату.

## Історія
У 1938 році команда «Харчовик» Лохвицького спиртогорілчаного комбінату ім. Мікояна з селища Сталінка (зараз місто Заводське) взяла участь у першому чемпіонаті Полтавської області з футболу. Тоді «Харчовик» на першому етапі поступився полтавському «Локомотиву» з рахунком 3:5 (гра відбулася в липні), й до другого етапу не пройшов.
У 1940–1950-х роках «Харчовик» виступав у Чемпіонаті й Кубку області без особливих успіхів.  

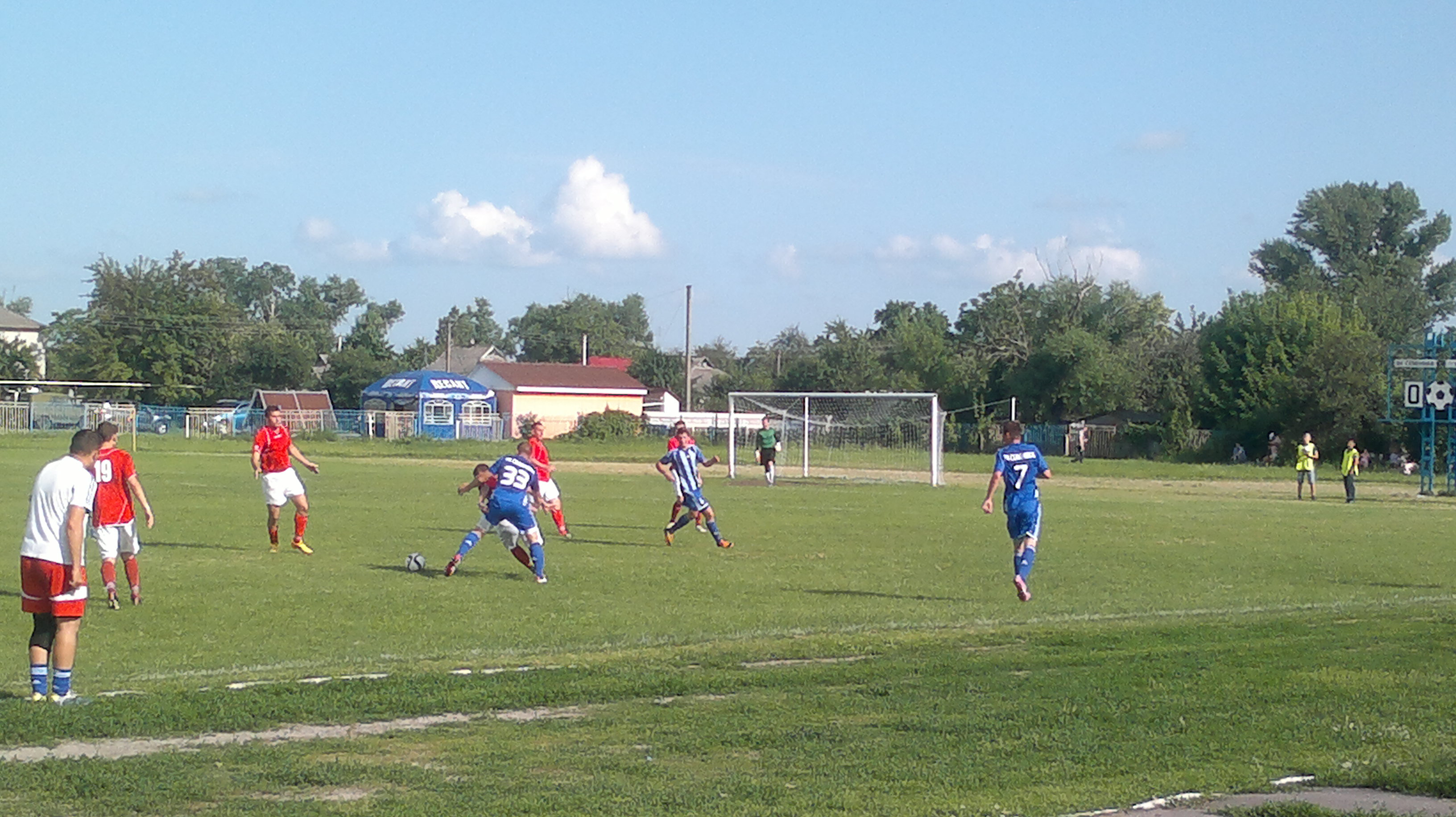
Матч першої ліги Чемпіонату Полтавської області ФК «Семенівка» — «Харчовик» (стадіон «Колос», Семенівка; 19 червня 2016)

Знов постійним учасником обласних змагань «Харчовик» стає після 1989 року, виступаючи переважно в другому за рангом дивізіоні обласної першості.  В сезоні 1992 року «Харчовик» виграє турнір у другій групі чемпіонату області, а вже в сезоні 1994/95 стає «бронзовим» призером обласного чемпіонату. Це досягнення залишається найбільшим в історії клубу.
Також у період із 1985 по 2008 роки «Харчовик» п'ять разів ставав чемпіоном Лохвицького району та п'ять разів завойовував районний кубок.
У 2010–2020-х роках «Харчовик» фінансування команди здійснюється за рахунок міської програми «Фізкультура і спорт», бо Державне підприємство «Лохвицький спиртовий комбінат» майже не діє. У складі дублерів клубу грають учні шкіл міста та технологічного технікуму. Команда виступає на першість Полтавської області з футболу.
У розіграші Кубка Полтавської області 2023, після домашньої поразки 0:2 в липні від новосанжарського «Стандарту» в першому матчі чвертьфіналу, в серпні через фінансові проблеми «Харчовик» не приїхав на матч-відповідь.

## Досягнення
Чемпіонат Полтавської області:
 Бронзовий призер: 1994/95